# Júsuf Chamís
Júsuf Chamís, hebrejsky: יוסוף ח'מיס, Jusuf Chamis, arabsky: يوسف خميس,‎ (10. května 1921 Rejne – 22. září 1986) byl izraelský politik a poslanec Knesetu za stranu Mapam.

## Biografie
Narodil se v obci Rejne poblíž Nazaretu. V Nazaretu absolvoval střední školu, pak vystudoval American University of Beirut. Patřil do komunity izraelských Arabů.

## Politická dráha
V roce 1949 vstoupil do strany Mapam, byl členem jejího sekretariátu v Haifě. Později zasedl v jejím ústředním výboru a hlavním sekretariátu. Od roku 1966 zasedal také v akčním výboru odborové centrály Histadrut, později v jejím ústředním výboru. Byl členem správní rady institutu Bejt Berl.
V izraelském parlamentu zasedl poprvé po volbách v roce 1955, kdy kandidoval za Mapam. Mandát získal s jistým zpožděním, v září 1955, jako náhradník. Nastoupil do parlamentního výboru pro ekonomické záležitosti, výboru pro ústavu, právo a spravedlnost, výboru pro vzdělávání a kulturu, výboru House Committee a výboru pro veřejné služby. Mandát obhájil za Mapam ve volbách v roce 1959. Stal se členem výboru pro ústavu, výboru pro veřejné služby a výboru práce. Znovu byl na kandidátce Mapam zvolen ve volbách v roce 1961. Byl členem výboru pro ekonomické záležitosti, výboru pro veřejné služby a výboru pro vzdělávání a kulturu.